# Brancourt-le-Grand
Pour les articles homonymes, voir Brancourt (homonymie).
Brancourt-le-Grand est une commune française située dans le département de l'Aisne, en région Hauts-de-France.

## Géographie

### Localisation
Brancourt-le-Grand est un village picard rural du Vermandois, situé à 16 km au nord-est de Saint-Quentin, 28 km au sud-ouest de Cambrai et 48 km à l'ouest d'Hirson.
Il est desservi la route départementale RD8 qui relie Saint-Quentin au Cateau-Cambrésis.
La gare la plus proche est celle de Bohain, desservie par des trains TER Hauts-de-France qui effectuent des missions entre les gares : de Saint-Quentin, et de Maubeuge ou de Douai.

### Communes limitrophes
| Beaurevoir  | Prémont            |                      |
| Montbrehain | Brancourt-le-Grand | Bohain-en-Vermandois |
|             | Fresnoy-le-Grand   |                      |

### Hydrographie

#### Réseau hydrographique
La commune est située dans le bassin Artois-Picardie. Elle est drainée par le canal des Torrents.
Le canal des Torrents, d'une longueur de 30 km, prend sa source dans la commune de L'Abergement-Clémenciat et se jette  dans l'Escaut à L'Abergement-Clémenciat, après avoir traversé neuf communes.

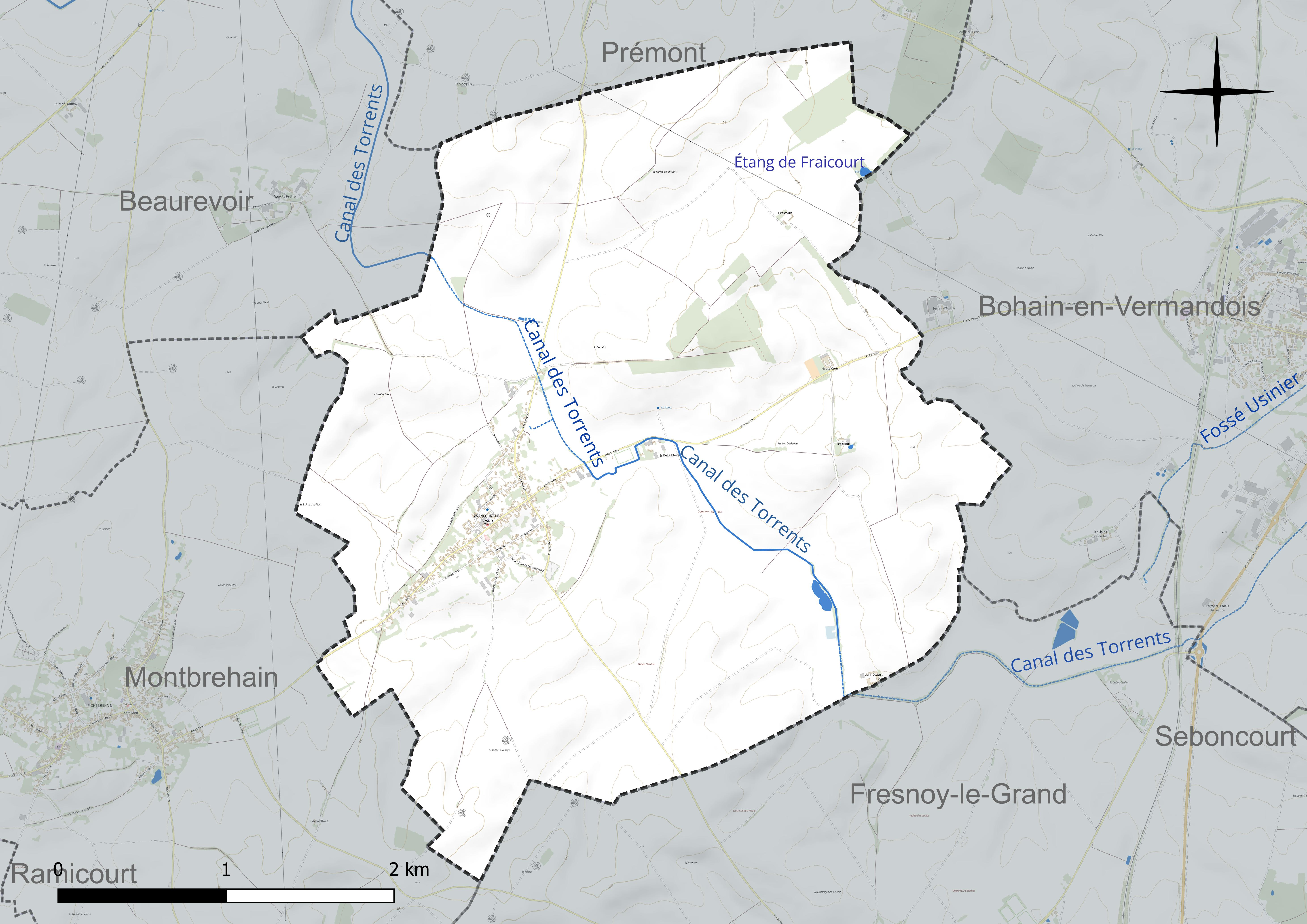
Réseau hydrographique de Brancourt-le-Grand.

Un plan d'eau complète le réseau hydrographique : l'étang de Fraicourt (0,3 ha),.

#### Gestion et qualité des eaux
Le territoire communal est couvert par le schéma d'aménagement et de gestion des eaux (SAGE) « Escaut ». Ce document de planification concerne un territoire de 2 005 km2 de superficie, délimité par le bassin versant de l'Escaut. Le périmètre a été arrêté le 9 juin 2006 et le SAGE proprement dit a été approuvé le 13 juillet 2021. La structure porteuse de l'élaboration et de la mise en œuvre est le syndicat mixte Escaut et Affluents (SyMEA).
La qualité des cours d'eau peut être consultée sur un site dédié géré par les agences de l'eau et l'Agence française pour la biodiversité.

### Climat
Pour des articles plus généraux, voir Climat des Hauts-de-France et Climat de l'Aisne.

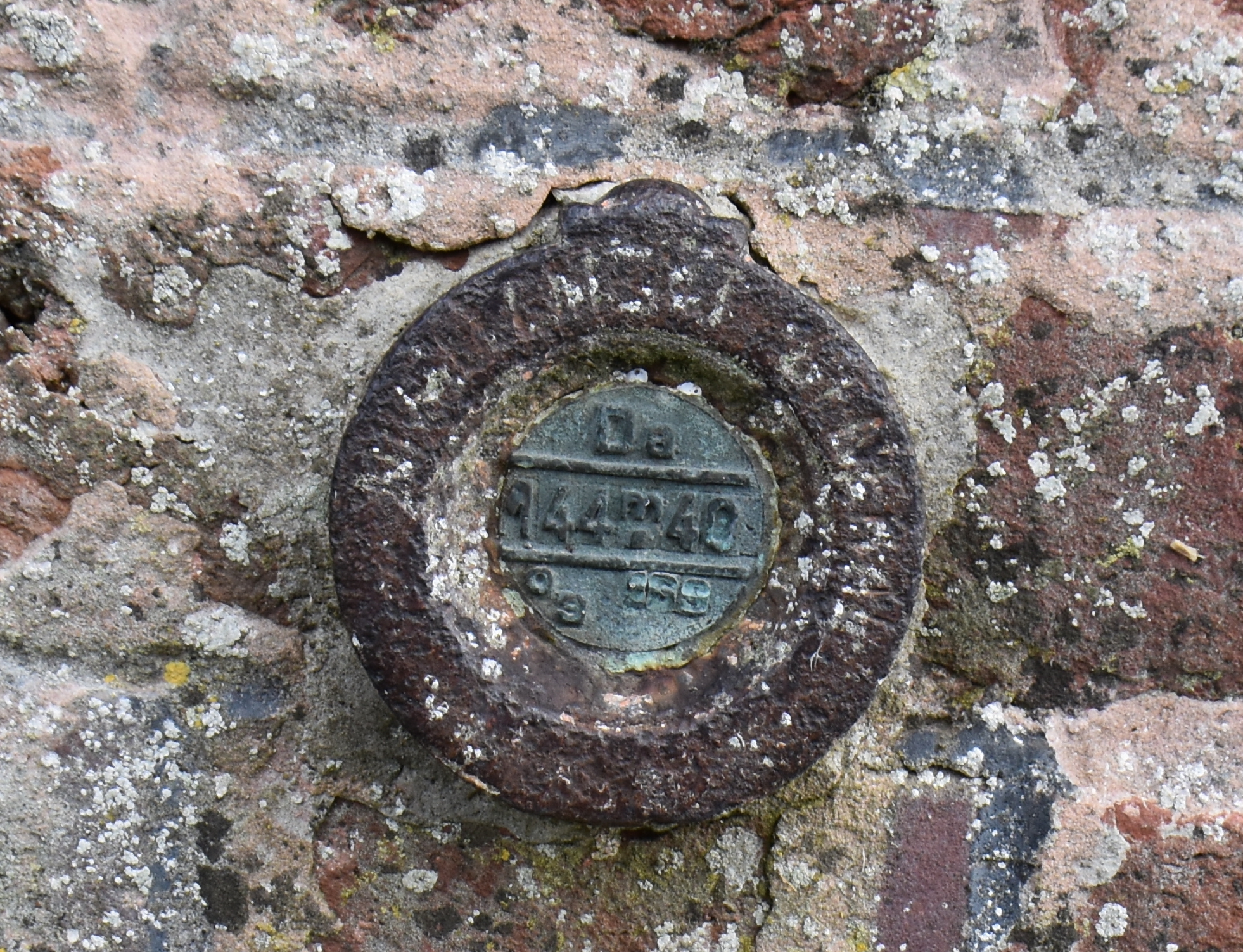
Borne de nivellement sur le mur de l'église - altitude 144,40 m.

En 2010, le climat de la commune est de type climat océanique dégradé des plaines du Centre et du Nord, selon une étude du CNRS s'appuyant sur une série de données couvrant la période 1971-2000. En 2020, Météo-France publie une typologie des climats de la France métropolitaine dans laquelle la commune est dans une zone de transition entre le climat océanique et le climat océanique altéré et est dans la région climatique Nord-est du bassin Parisien, caractérisée par un ensoleillement médiocre, une pluviométrie moyenne régulièrement répartie au cours de l'année et un hiver froid (3 °C).
Pour la période 1971-2000, la température annuelle moyenne est de 9,9 °C, avec  une amplitude thermique annuelle de 14,6 °C. Le cumul annuel moyen de précipitations est de 766 mm, avec 12,1 jours de précipitations en janvier et 9,1 jours en juillet. Pour la période 1991-2020 la température moyenne annuelle observée sur la station météorologique la plus proche, située sur la commune d'Épehy à 18 km à vol d'oiseau, est de 10,6 °C et le cumul annuel moyen de précipitations est de 752,8 mm,. Pour l'avenir, les paramètres climatiques de la commune estimés pour 2050 selon différents scénarios d'émission de gaz à effet de serre sont consultables sur un site dédié publié par Météo-France en novembre 2022.

## Urbanisme

### Typologie
Au 1er janvier 2024, Brancourt-le-Grand est catégorisée commune rurale à habitat dispersé, selon la nouvelle grille communale de densité à 7 niveaux définie par l'Insee en 2022.
Elle est située hors unité urbaine. Par ailleurs la commune fait partie de l'aire d'attraction de Saint-Quentin, dont elle est une commune de la couronne,. Cette aire, qui regroupe 120 communes, est catégorisée dans les aires de 50 000 à moins de 200 000 habitants,.

### Occupation des sols
L'occupation des sols de la commune, telle qu'elle ressort de la base de données européenne d'occupation biophysique des sols Corine Land Cover (CLC), est marquée par l'importance des territoires agricoles (95,8 % en 2018), une proportion sensiblement équivalente à celle de 1990 (96,2 %). La répartition détaillée en 2018 est la suivante : 
terres arables (91,6 %), zones urbanisées (4,2 %), zones agricoles hétérogènes (2,3 %), prairies (1,9 %).
L'évolution de l'occupation des sols de la commune et de ses infrastructures peut être observée sur les différentes représentations cartographiques du territoire : la carte de Cassini (XVIIIe siècle), la carte d'état-major (1820-1866) et les cartes ou photos aériennes de l'IGN pour la période actuelle (1950 à aujourd'hui).

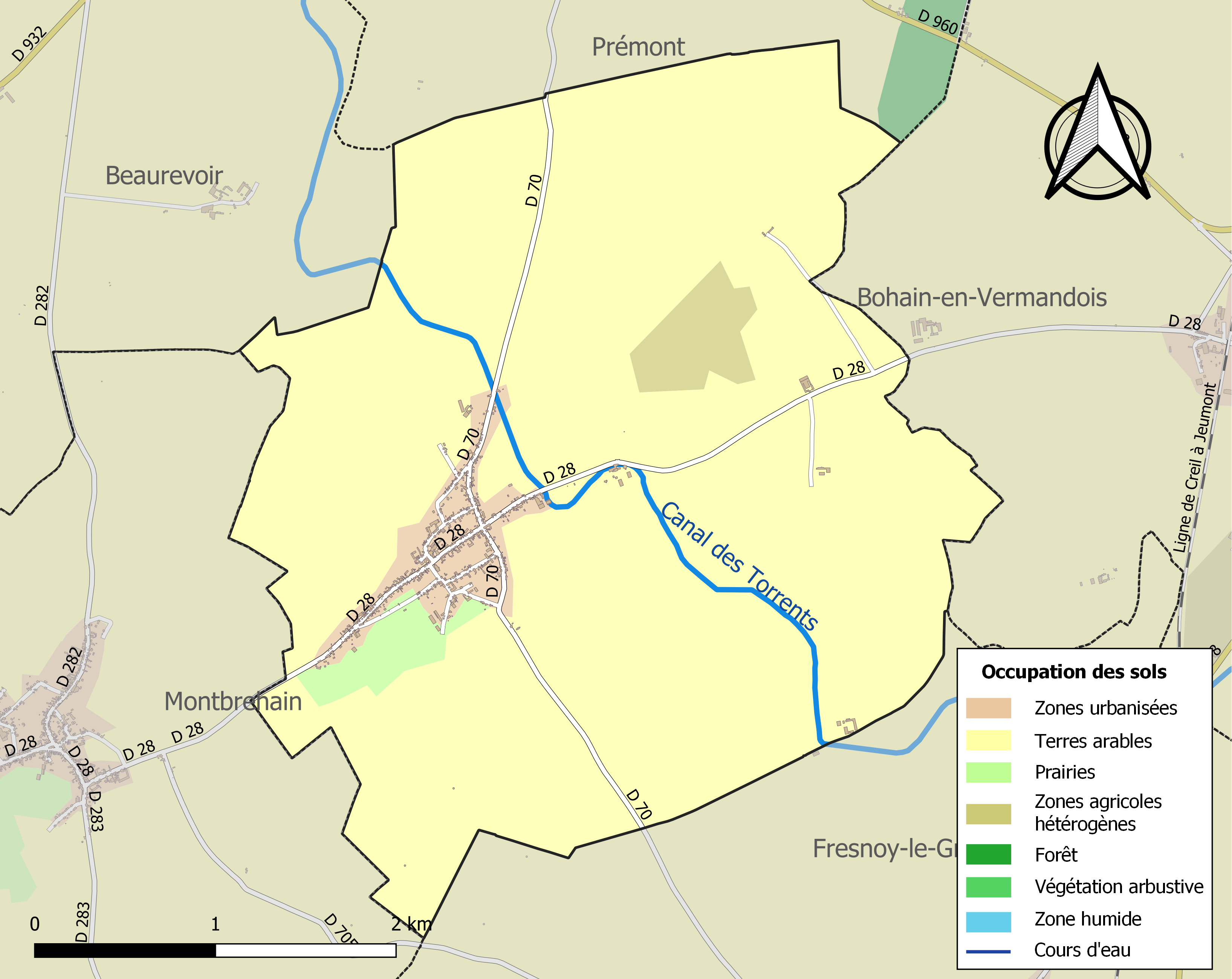
Carte des infrastructures et de l'occupation des sols de la commune en 2018 (CLC).

## Toponymie
Le nom de la localité est attesté sous les formes In villa que Berincurtis (1127) ; Brancort (1136) ; Berencort, Berencurt (1138) ; Brandicurtis (1145) ; Brahencourt (1151) ; In parrochia vel potestate de Bruencort (1160) ; Berincort (1176) ; Berencurtis (1193) ; Braincort (1222) ; Berincourt (1295) ; Braincourt (1373) ; Brancourt-la-Ville (1540).

Son nom serait issu de l'état du terroir qui était inculte; bran ou brehain qui signifie stérile et curtis qui signifie ferme ou métairie.
Au XVIIIe siècle, le village s'appellera Brancourt auquel s'adjoindra ensuite qualificatif« le-Grand » pour le différencier de Brancourt-en-Laonnois.

## Histoire
Carte de Cassini

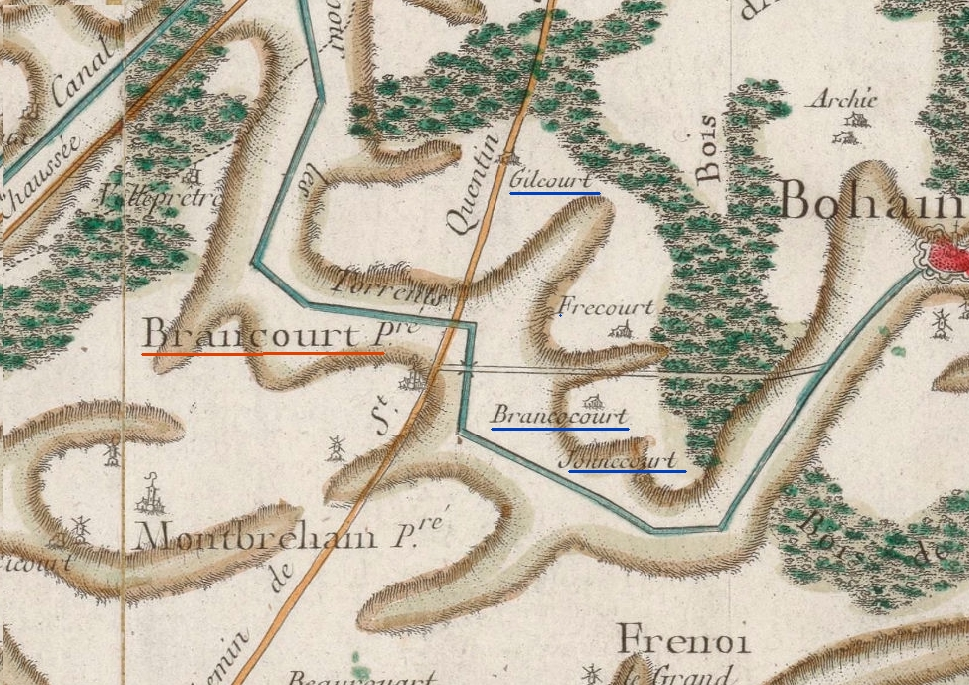
Carte de Cassini du secteur
(vers 1750).

Sur la carte de Cassini ci-contre, datant du XVIIIe siècle, Brancourt est une paroisse qui possède un prieuré de femmes.
Quatre fermes isolées appartiennent à la paroisse : à l'est, Frécourt, Jonnecourt et Brancocourt (qui s'est appelée Brancourt-le-Court) ; ces trois fermes existent encore aujourd'hui. Par contre, la ferme de Gilcourt au nord en direction de Prémont, a été détruite en 1834.
Un moulin à vent en bois était situé au sud-ouest.
Le canal des Torrents, qui était important à cette époque, était franchi grâce à un pont par le chemin menant à Bohain.
Le chemin empierré appelé chemin de Saint-Quentin n'existe plus aujourd'hui  sur de Brancourt.
Première Guerre mondiale
Après la bataille des Frontières du 7 au 24 août 1914, devant les pertes subies, l'état-major français décide de battre en retraite depuis la Belgique. Dès le 28 août, les Allemands s'emparent du village et poursuivent leur route vers l'ouest. Dès lors commença l'occupation allemande qui dure jusqu'en octobre 1918. Pendant toute cette période, Brancourt reste loin des combats, le front se situant à une quarantaine de kilomètres à l'ouest vers Péronne, puis, le long de la ligne Hindenburg à partir de mars 1917. Le village sert de base arrière pour l'armée allemande.
Dans son livre Orages d'acier, l'écrivain allemand Ernst Jünger raconte ses jours de repos passés dans le village : « On nous débarqua à Bohain et nous prîmes nos cantonnements à Brancourt. Cette région, que nous touchâmes souvent encore par la suite, a une population agricole, mais un métier est dressé dans presque chaque maison. J'avais mon logement chez un couple qui possédait une fort jolie fille. Nous nous partagions les deux pièces que comprenait la maisonnette, et le soir, je devais traverser la chambre de la famille... »
Des arrêtés de la Kommandantur obligeaient, à date fixe, sous la responsabilité du maire et du conseil municipal, sous peine de sanctions, la population à fournir blé, œufs, lait, viande, légumes, destinés à nourrir les soldats du front. Toutes les personnes valides devaient effectuer des travaux agricoles ou d'entretien.
En septembre 1918, l'offensive des Alliés sur la ligne Hindenburg porte ses fruits, les Allemands cèdent du terrain peu à peu. Après la sanglante bataille de Montbrehain remportée par l'armée australienne, ce sont les Britanniques et les Américains qui continuent la lutte contre les Allemands.
Brancourt est libérée par la 30e division américaine le 8 octobre 1918 après de durs combats. Les soldats alliés tombés lors de ces affrontements reposent au cimetière militaire britannique et au cimetière militaire américain à Bony. L'église, la mairie et quelques habitations ont subi quelques dégâts.
Peu à peu, les habitants évacués reviennent, mais la population de 1 040 en 1911 n'est plus que de 819 en 1921.
Vu les souffrances endurées par la population pendant les quatre années d'occupation et les dégâts aux constructions,la commune s'est vu décerner la Croix de guerre 1914-1918 le 17 octobre 1920.
Sur le monument aux morts sont inscrits les noms des 39 Brancourtois morts pour la France au cours de cette guerre.

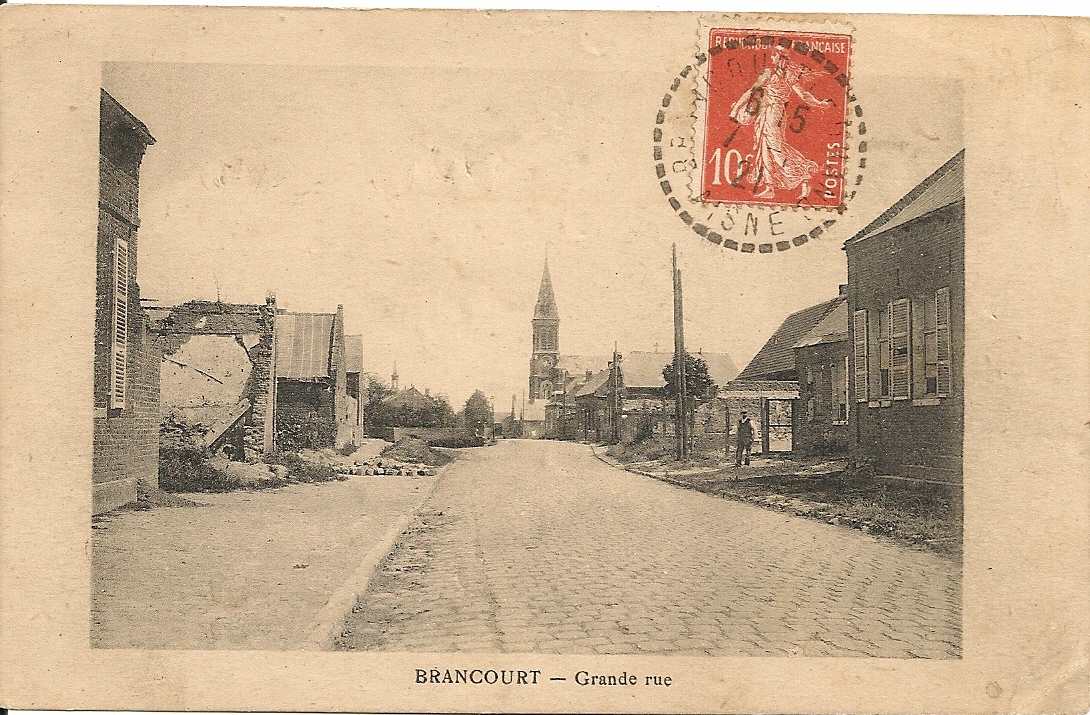
La Grand-rue en 1921. (Carte postale).
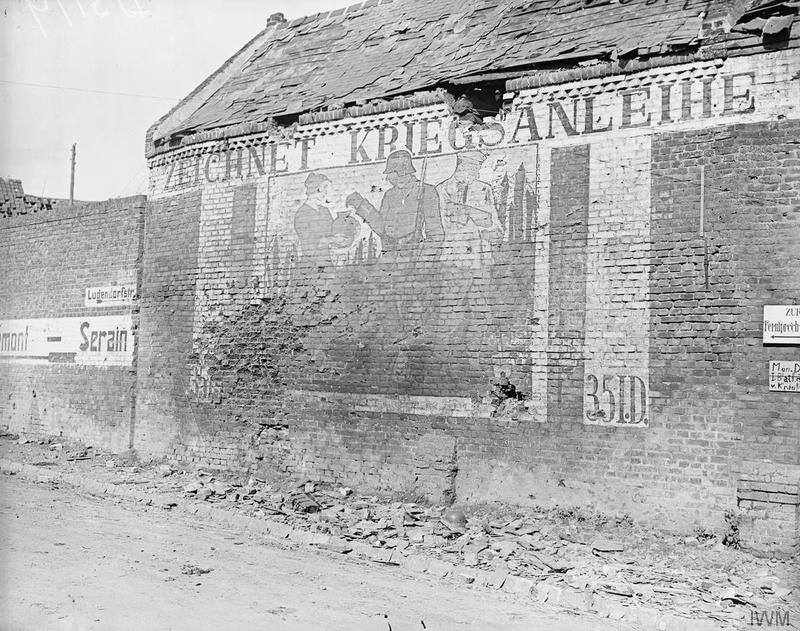
Dessin de propagande allemand sur un mur de la rue de Prémont ; (photo prise le 9 novembre 1918).
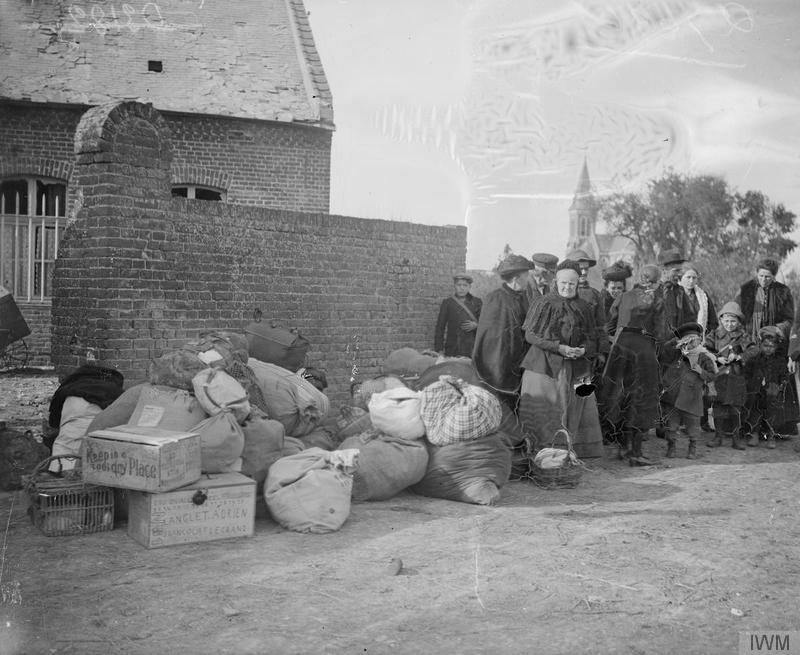
Soldats britanniques et des civils à Brancourt.(Photo prise le 9 novembre 1918).
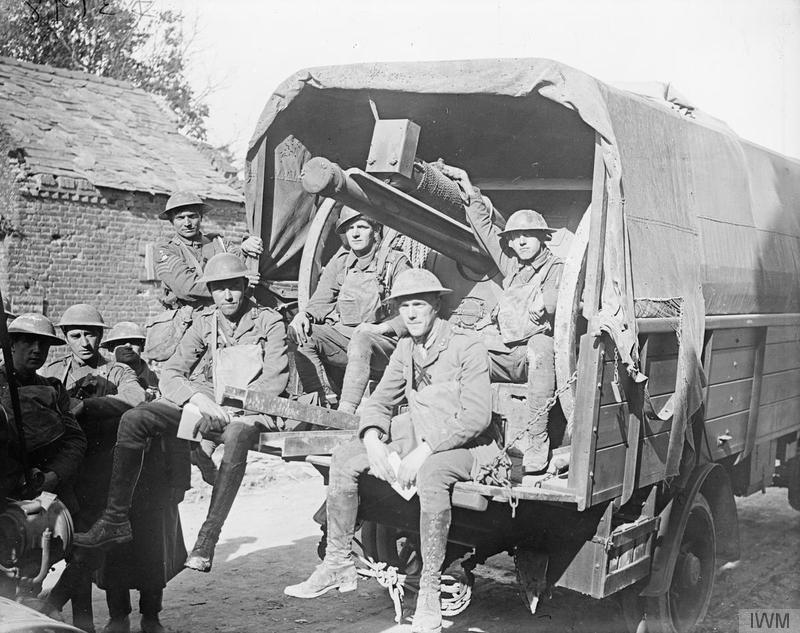
Soldats britanniques à Brancourt transportant un canon de 18 pouces.
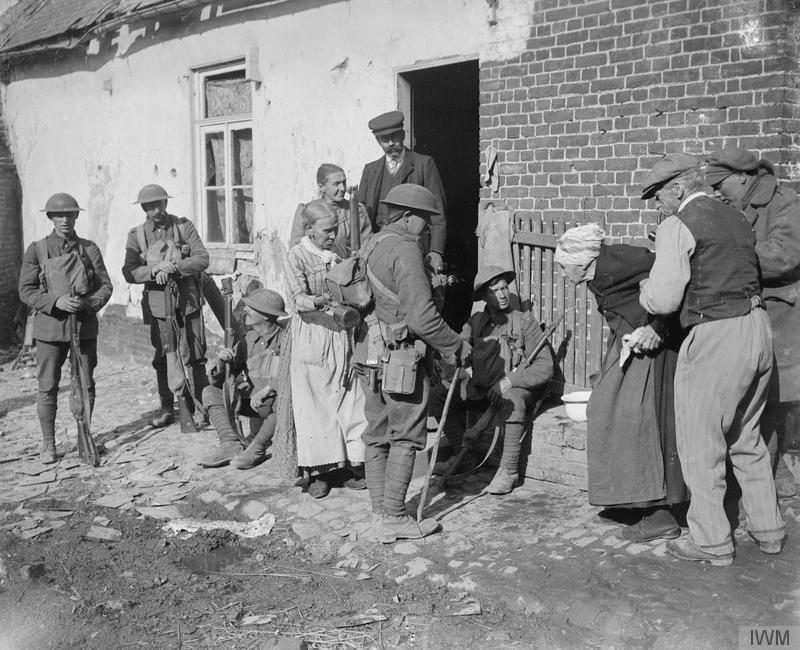
Soldats britanniques et des civils à Brancourt.(On reconnaît l'église en arrière-plan).
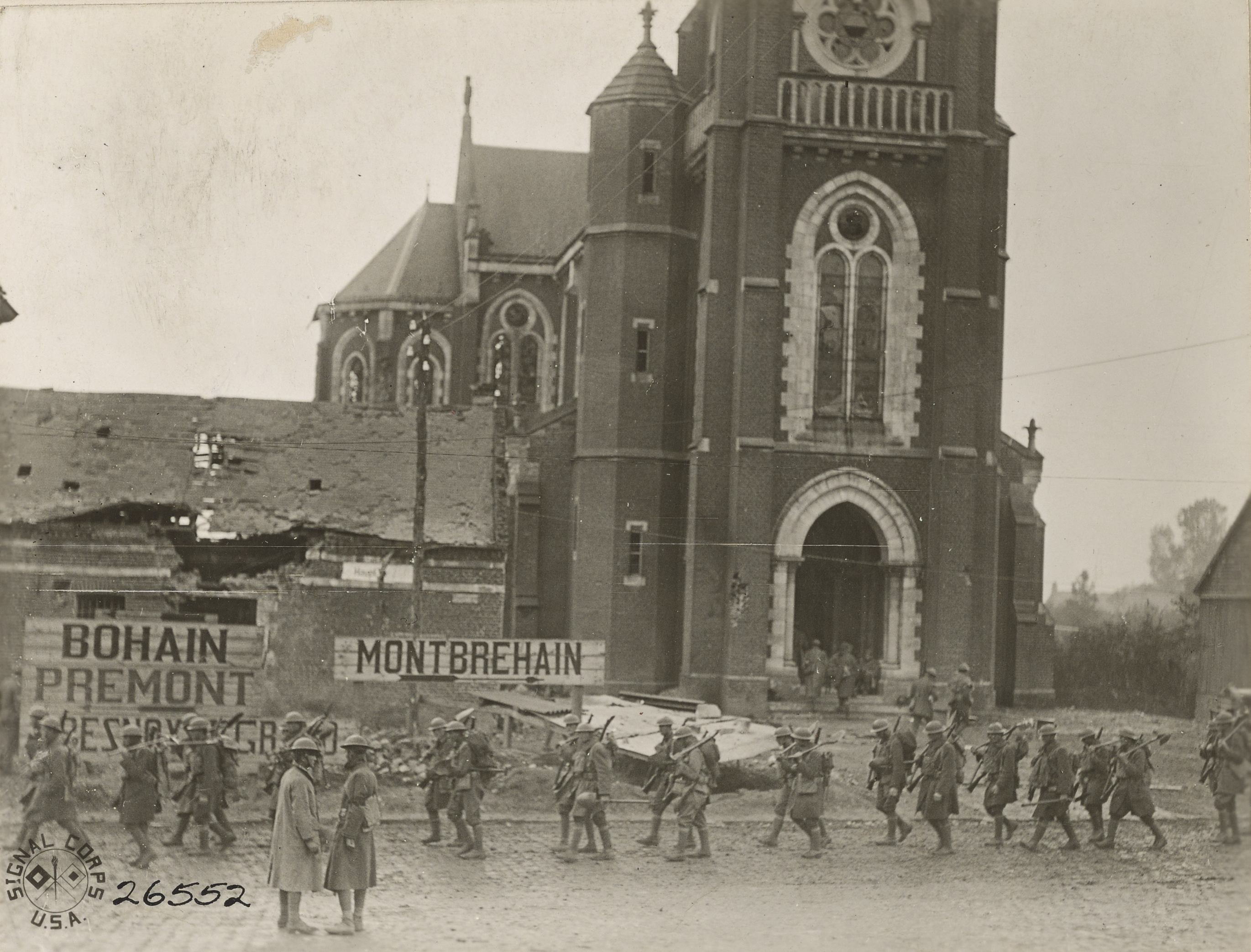
Soldats du 118e Infanterie (30e Division Americain) devant l'Église Saint-Remi le 11 octobre 1918.
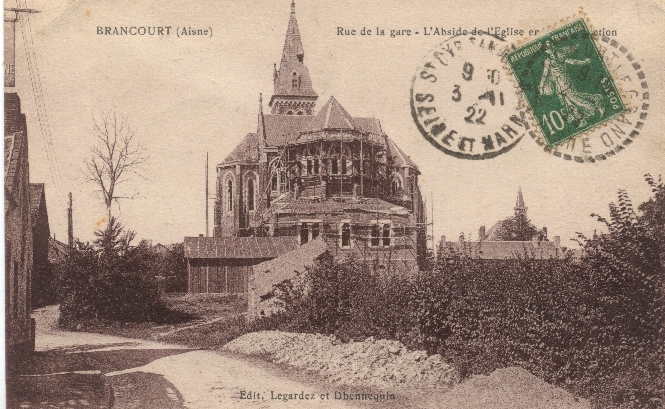
L'église en reconstruction (carte postale).
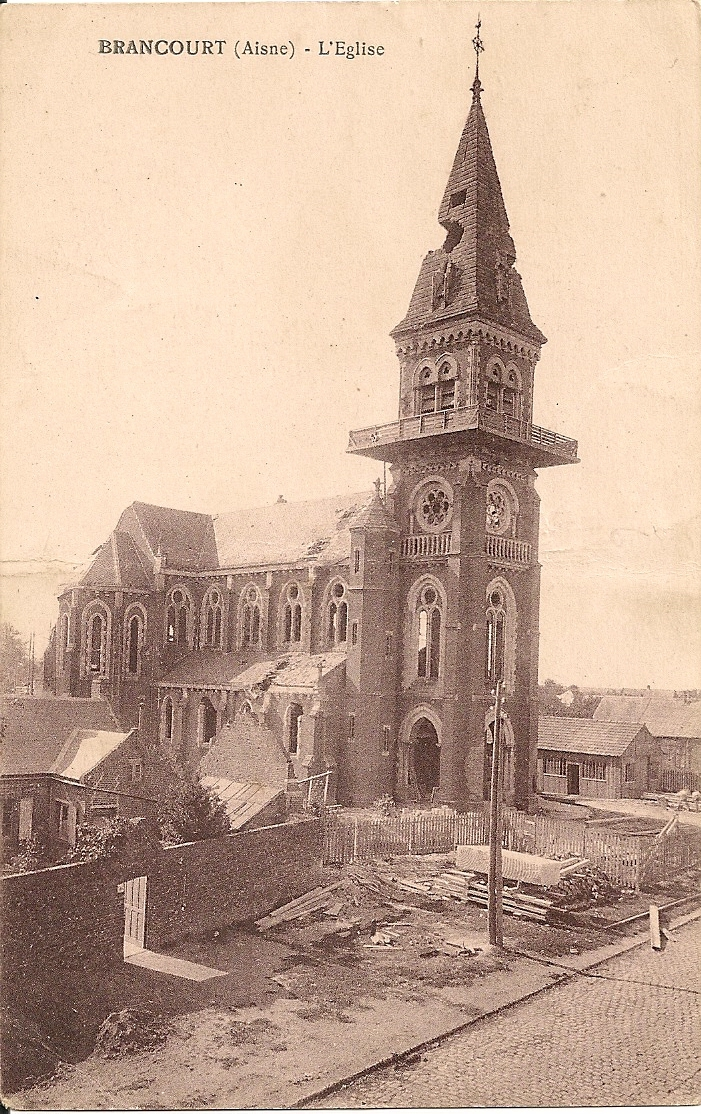
L'église en reconstruction (carte postale).
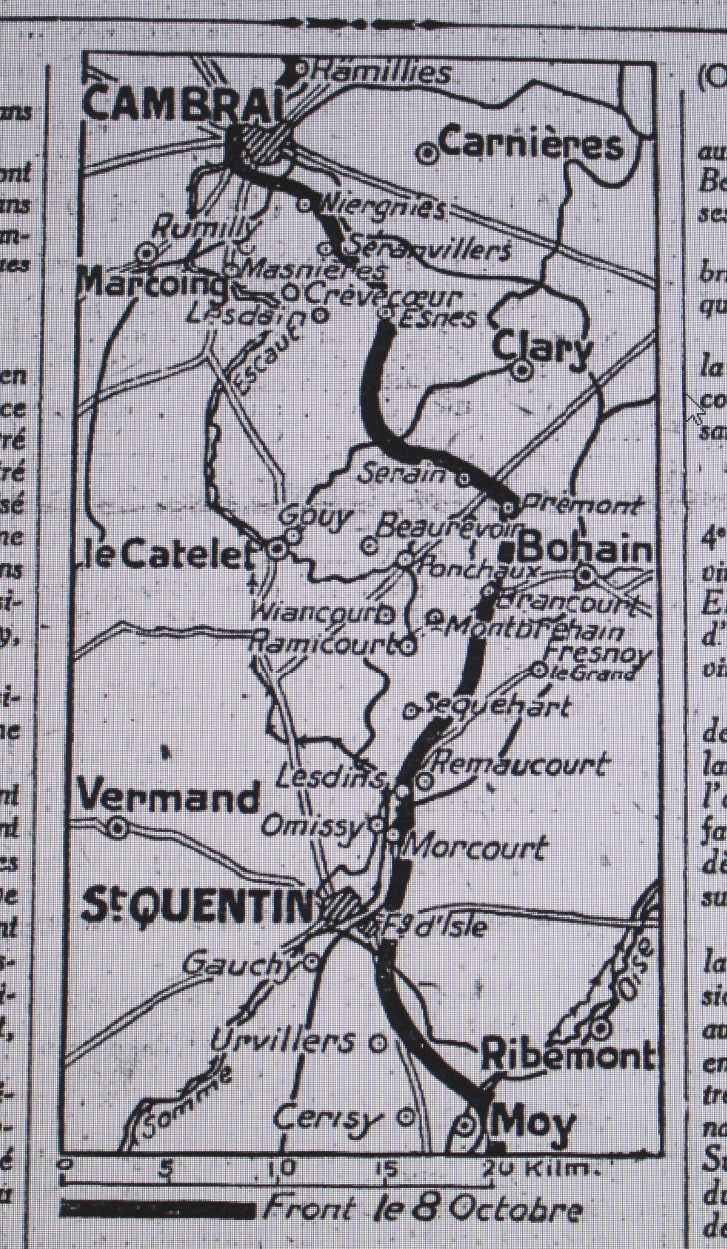
Carte du front le 8 octobre 1918 sur laquelle figure Brancourt.
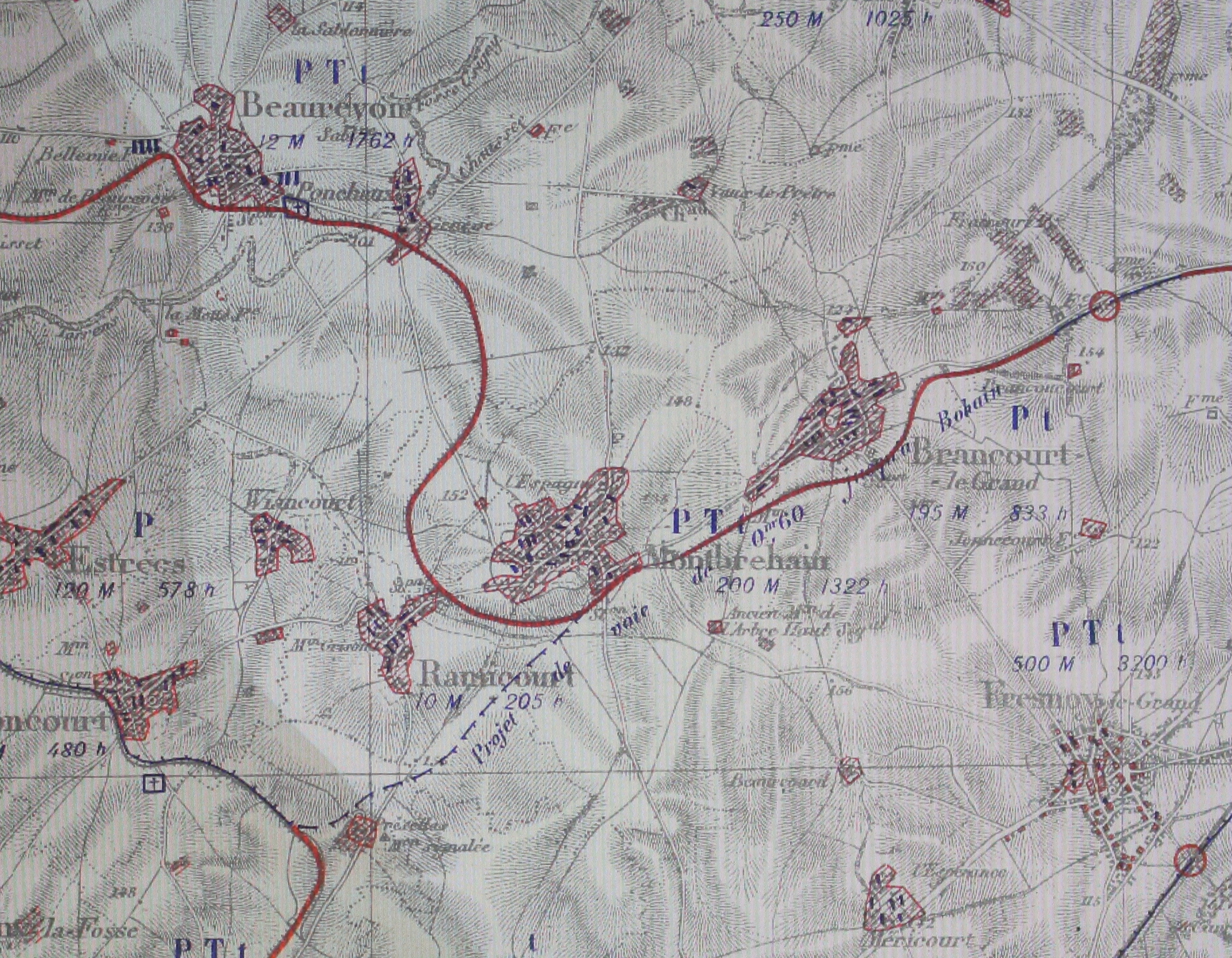
Carte montrant les destructions subies par Brancourt lors des combats de 1918.

L'ancienne voie ferrée
De 1900 à 1951, Brancourt-le-Grand a possédé une gare située un peu à l'écart du village, route de Fresnoy-le-Grand). Elle faisait de la ligne de chemin de fer de Guise au Catelet, ligne à voie métrique réalisée sous le régime des « voies ferrées d'intérêt local » reliant Le Catelet-Gouy à Bohain puis Guise et servait pour le transport du courrier, des marchandises, des betteraves et surtout des habitants et des ouvriers qui se rendaient soit à Bohain , pour travailler dans les usines textiles. A Bohain, les voyageurs pouvaient utiliser la ligne à grande vitesse Paris Erquelinnes. Elle se trouve à environ 4 km de Bohain.
Après 1945, le trafic décline, du fait de l'essor du transport des marchandises par camion et des voyageurs par autobus. Le département de l'Aisne, propriétaire de la ligne, décide de son déclassement le 1er janvier 1951.

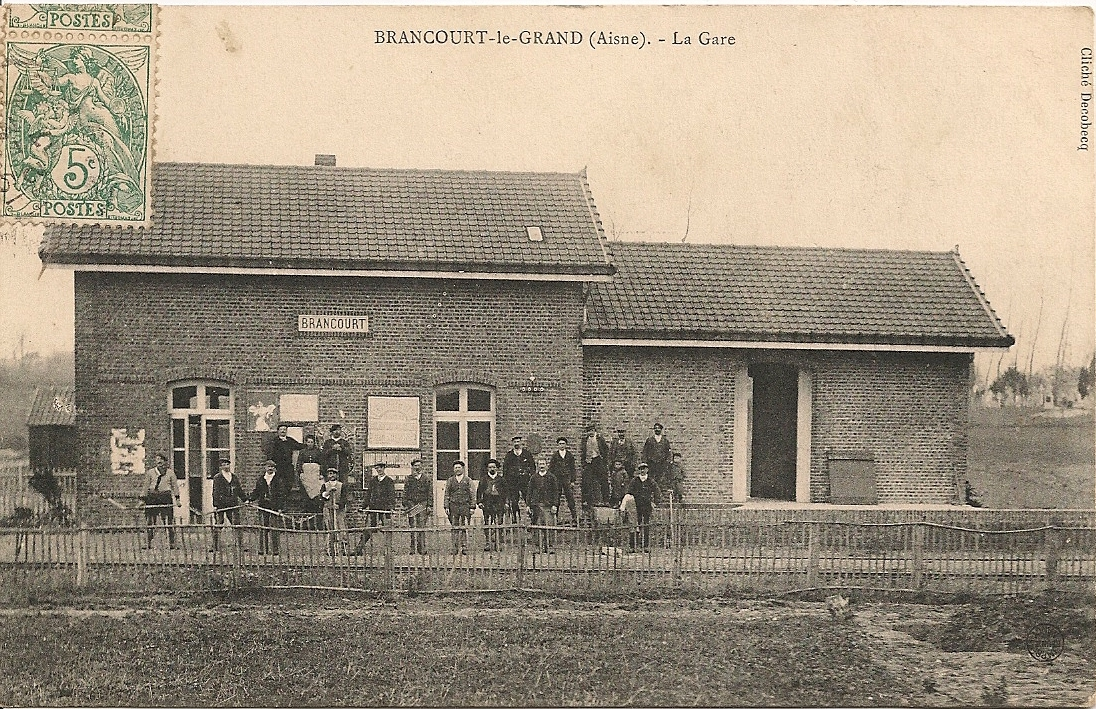
La gare vers 1910 (carte postale).
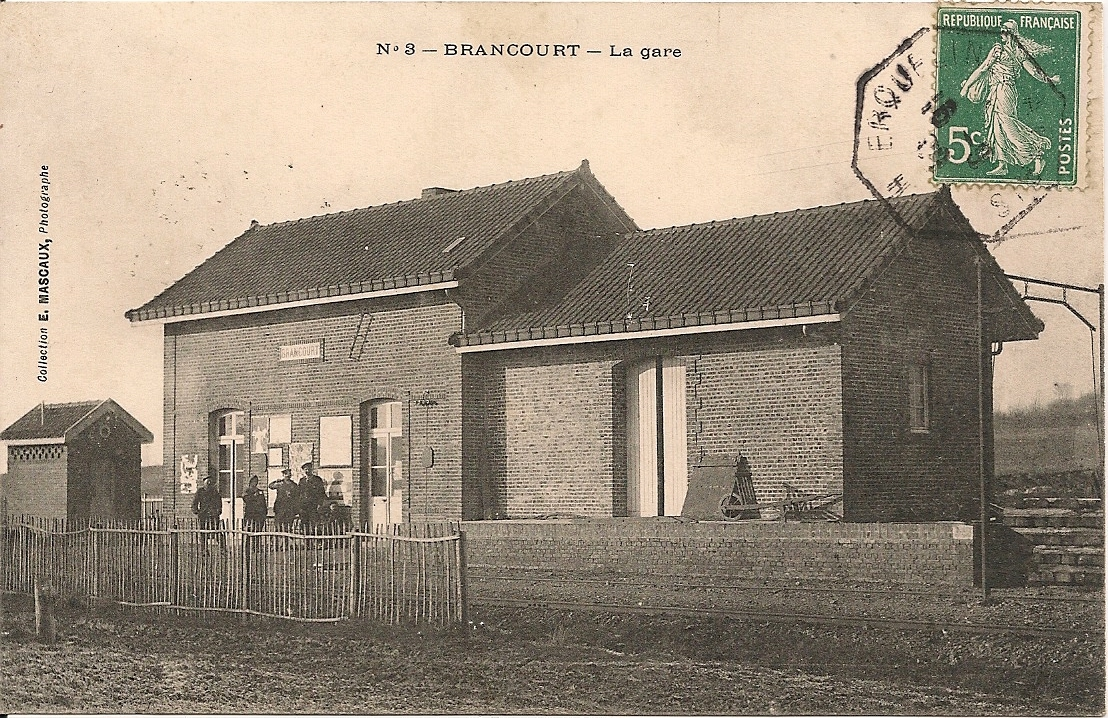
La gare vers 1910 (carte postale).
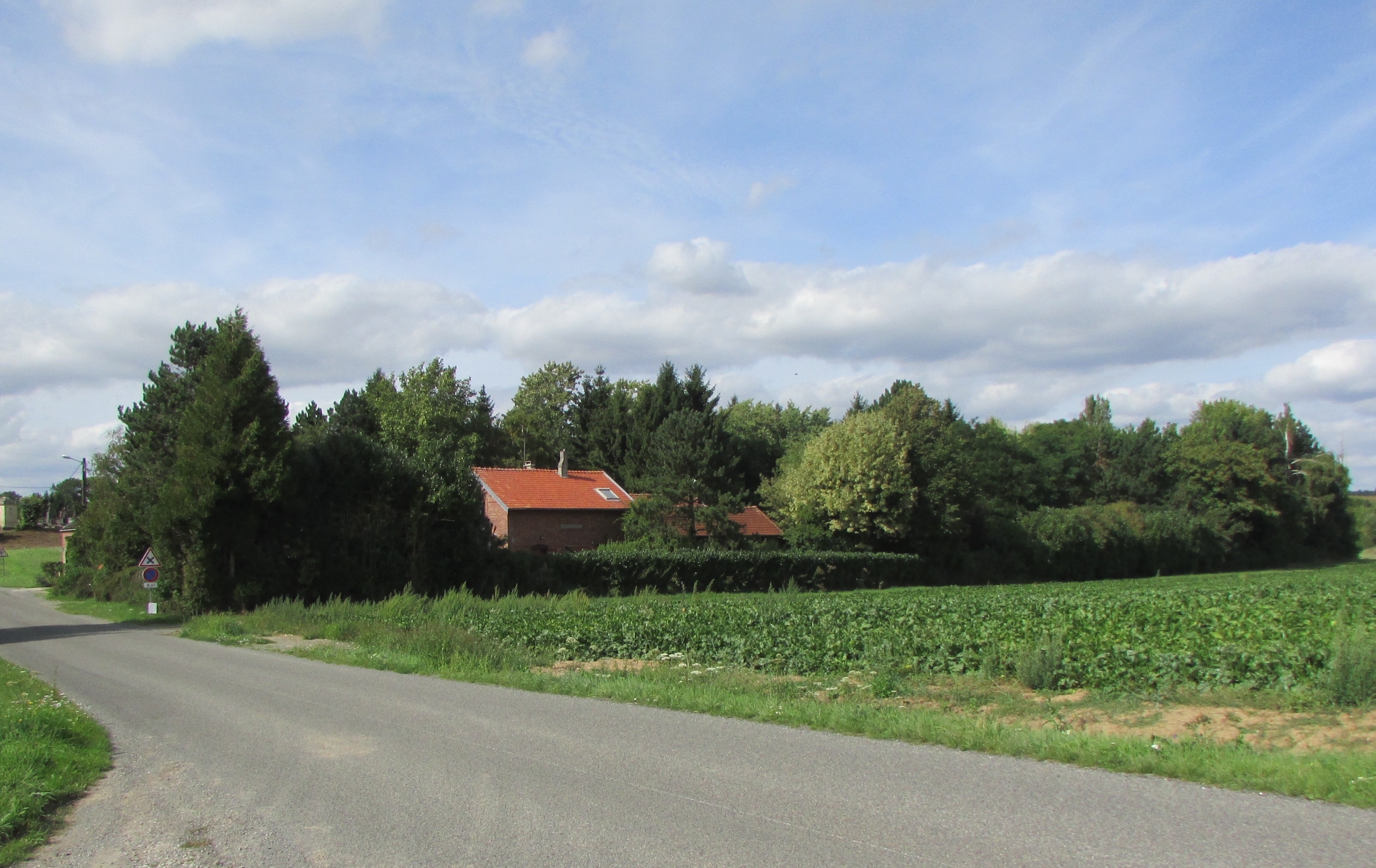
La gare actuelle, devenue habitation.
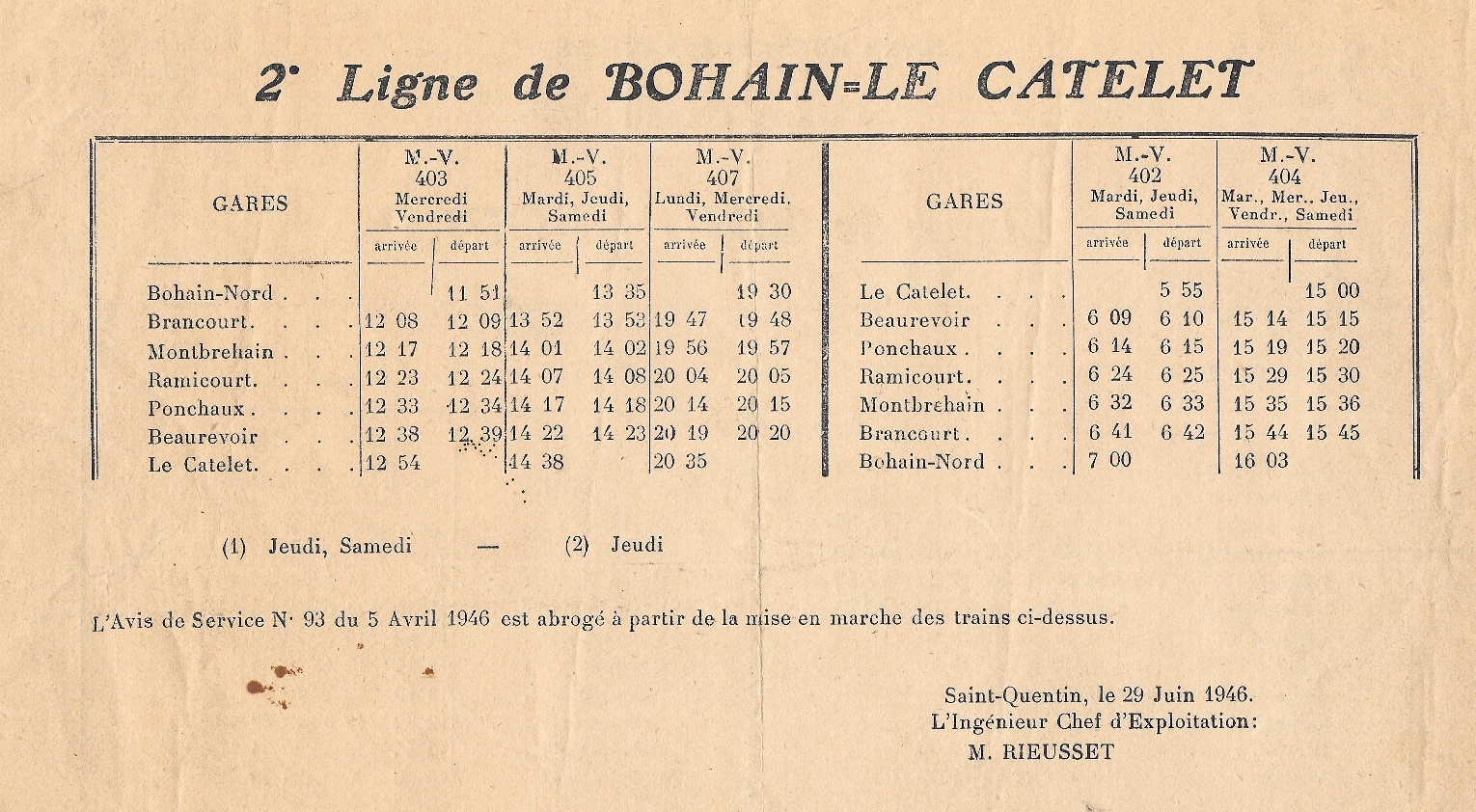
Horaire des trains en 1946.
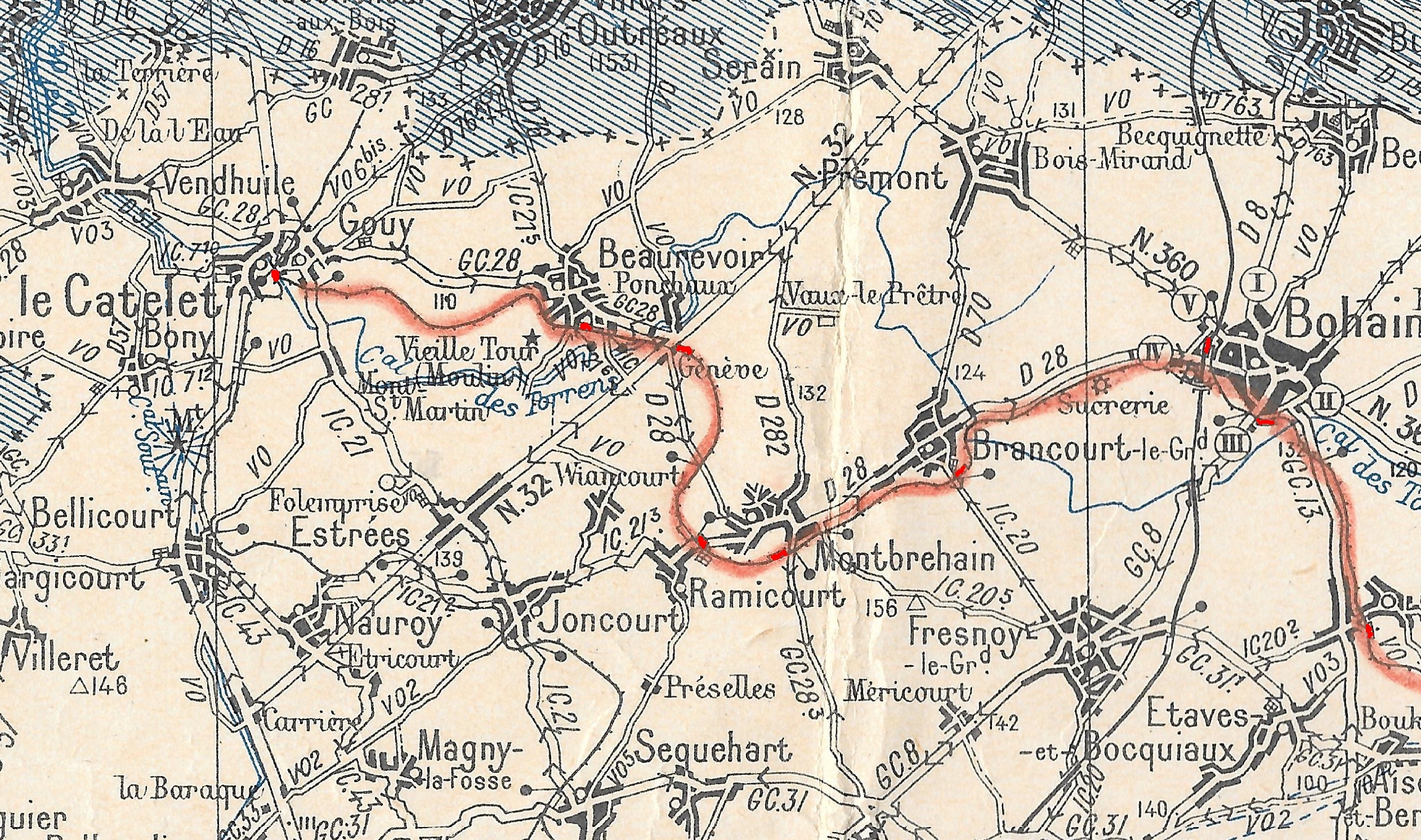
Carte de la ligne Le Catelet - Bohain (les gares sont en rouge).

## Politique et administration

### Découpage territorial
La commune de Brancourt-le-Grand est membre de la communauté de communes du Pays du Vermandois, un établissement public de coopération intercommunale (EPCI) à fiscalité propre créé le 31 décembre 1993 dont le siège est à Bellicourt. Ce dernier est par ailleurs membre d'autres groupements intercommunaux.
Sur le plan administratif, elle est rattachée à l'arrondissement de Saint-Quentin, au département de l'Aisne et à la région Hauts-de-France. Sur le plan électoral, elle dépend du canton de Bohain-en-Vermandois pour l'élection des conseillers départementaux, depuis le redécoupage cantonal de 2014 entré en vigueur en 2015, et de la troisième circonscription de l'Aisne pour les élections législatives, depuis le dernier découpage électoral de 2010.

### Administration municipale
| Période                                  | Période    | Identité        | Étiquette | Qualité                                |
| ---------------------------------------- | ---------- | --------------- | --------- | -------------------------------------- |
| Les données manquantes sont à compléter. |            |                 |           |                                        |
| avant 1877                               | après 1879 | M. Dejardin     |           |                                        |
| 1989                                     | 2001       | René Sarrazin   |           |                                        |
| mars 2001                                | mars 2008  | Raymond Simon   |           |                                        |
| mars 2008                                | mai 2020   | Fabrice Herbin  | DVG       | Ouvrier Réélu pour le mandat 2014-2020 |
| mai 2020                                 |            | Bertrand Callay |           |                                        |

## Démographie
L'évolution du nombre d'habitants est connue à travers les recensements de la population effectués dans la commune depuis 1793. Pour les communes de moins de 10 000 habitants, une enquête de recensement portant sur toute la population est réalisée tous les cinq ans, les populations de référence des années intermédiaires étant quant à elles estimées par interpolation ou extrapolation. Pour la commune, le premier recensement exhaustif entrant dans le cadre du nouveau dispositif a été réalisé en 2006.

En 2022, la commune comptait 558 habitants, en évolution de −2,62 % par rapport à 2016 (Aisne : −1,97 %, France hors Mayotte : +2,11 %).
| 1793  | 1800  | 1806  | 1821  | 1831  | 1836  | 1841  | 1846  | 1851  |
| ----- | ----- | ----- | ----- | ----- | ----- | ----- | ----- | ----- |
| 1 347 | 1 263 | 1 284 | 1 212 | 1 588 | 1 615 | 1 644 | 1 683 | 1 666 |

| 1856  | 1861  | 1866  | 1872  | 1876  | 1881  | 1886  | 1891  | 1896  |
| ----- | ----- | ----- | ----- | ----- | ----- | ----- | ----- | ----- |
| 1 700 | 1 746 | 1 703 | 1 606 | 1 606 | 1 508 | 1 505 | 1 411 | 1 240 |

| 1901  | 1906  | 1911  | 1921 | 1926 | 1931 | 1936 | 1946 | 1954 |
| ----- | ----- | ----- | ---- | ---- | ---- | ---- | ---- | ---- |
| 1 177 | 1 155 | 1 040 | 819  | 781  | 778  | 720  | 644  | 723  |

| 1962 | 1968 | 1975 | 1982 | 1990 | 1999 | 2006 | 2011 | 2016 |
| ---- | ---- | ---- | ---- | ---- | ---- | ---- | ---- | ---- |
| 739  | 706  | 618  | 577  | 569  | 636  | 626  | 620  | 573  |

| 2021 | 2022 | - | - | - | - | - | - | - |
| ---- | ---- | - | - | - | - | - | - | - |
| 556  | 558  | - | - | - | - | - | - | - |

## Culture locale et patrimoine

### Lieux et monuments
- Église Saint-Rémi.
- Monument aux morts.
- Monument de la libération 1918.
- Brancourt-le-Grand Military Cemetery, cimetière de la Commonwealth War Graves Commission.

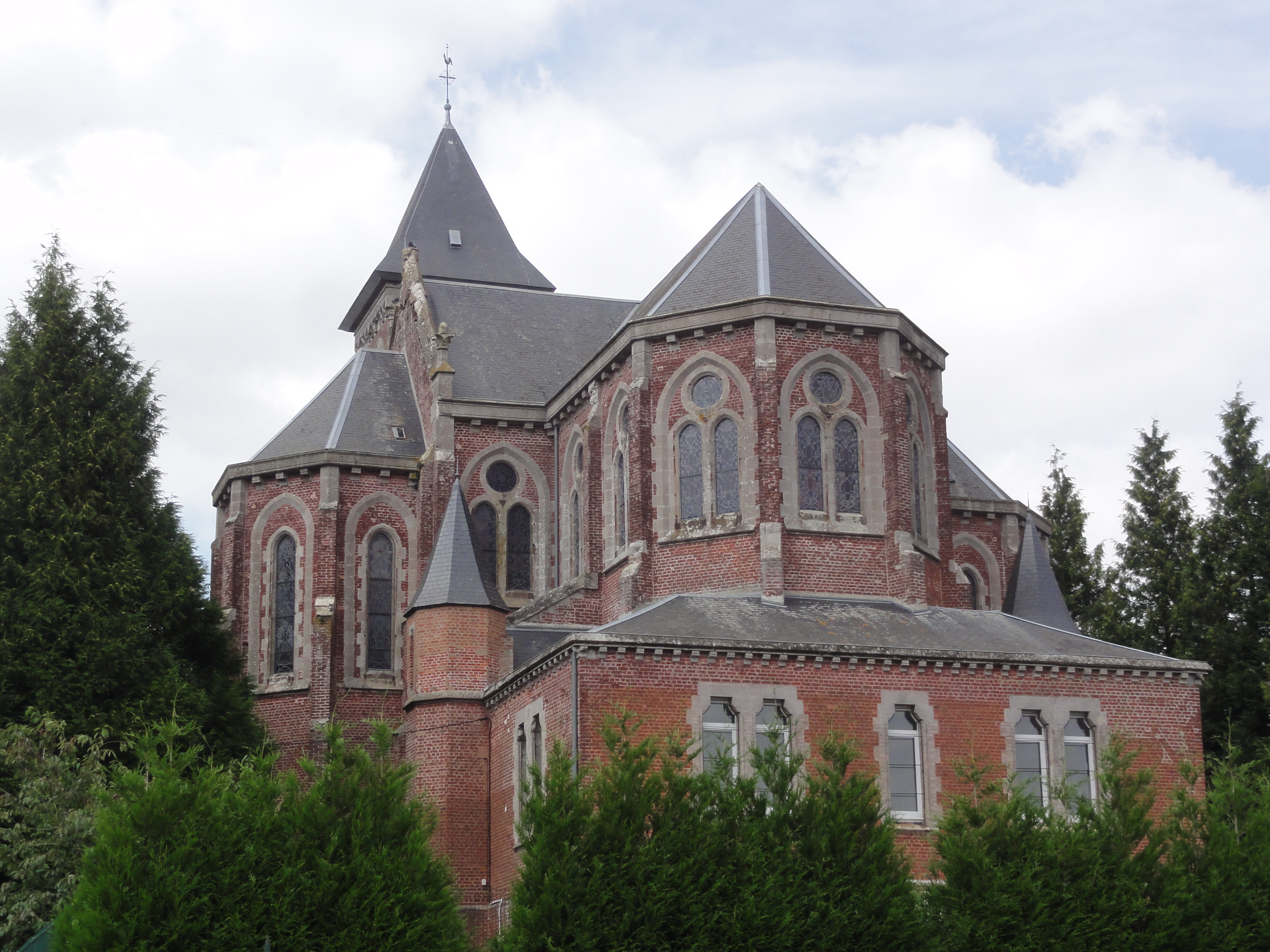
Église Saint-Rémi.
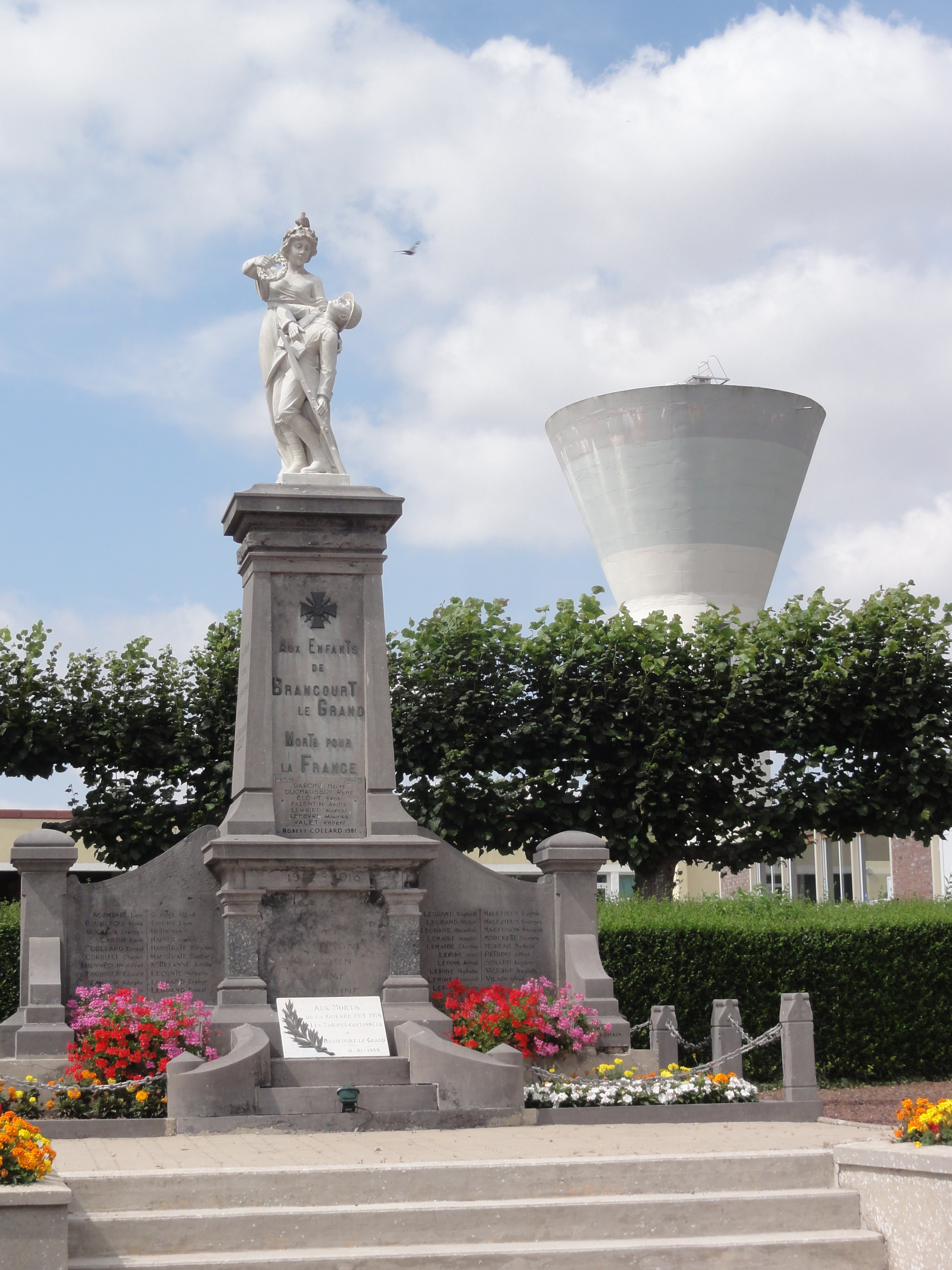
Monument aux morts et vue du château d'eau.
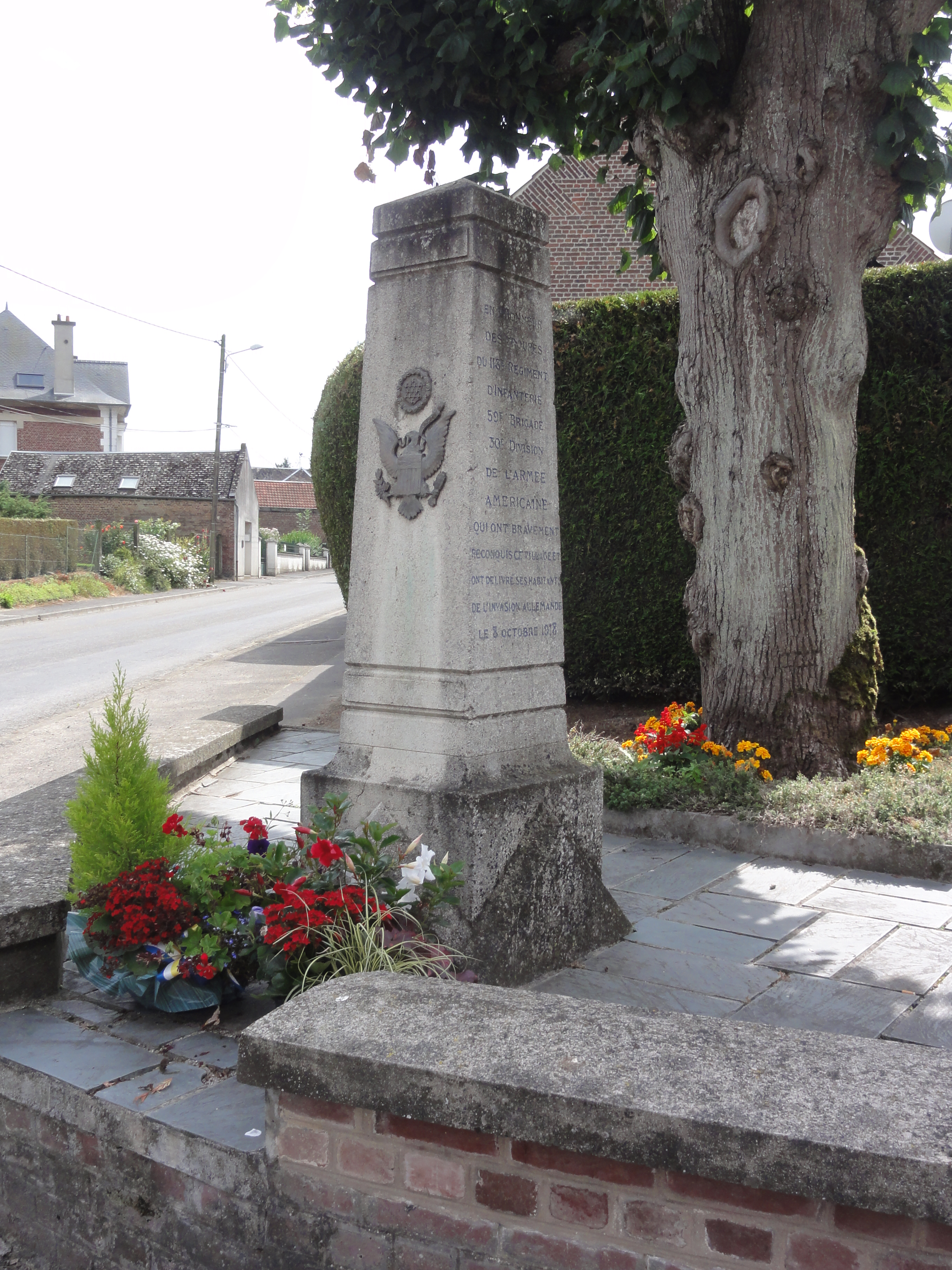
Monument de la libération 1918.
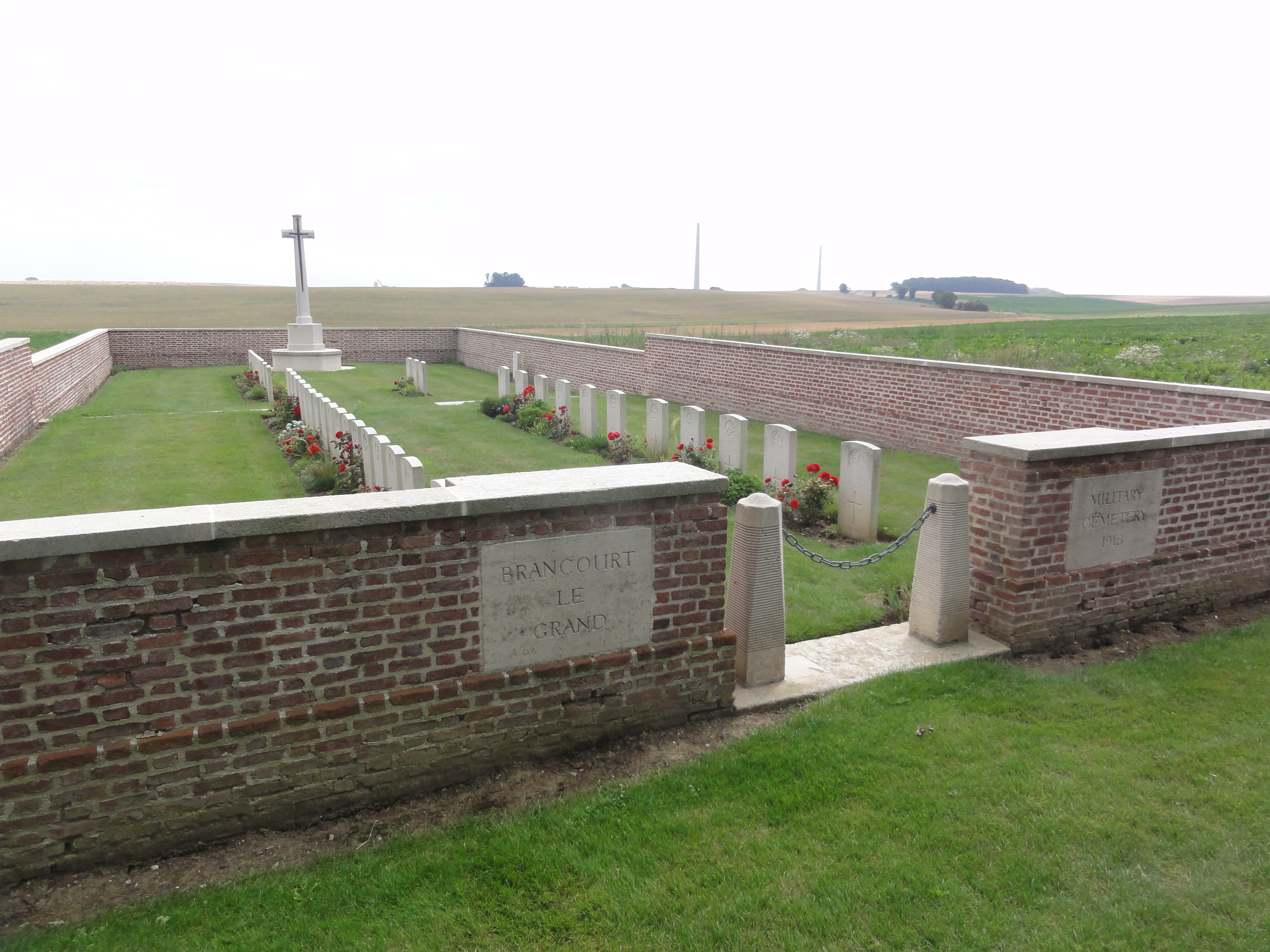
Brancourt-le-Grand Military Cemetery.
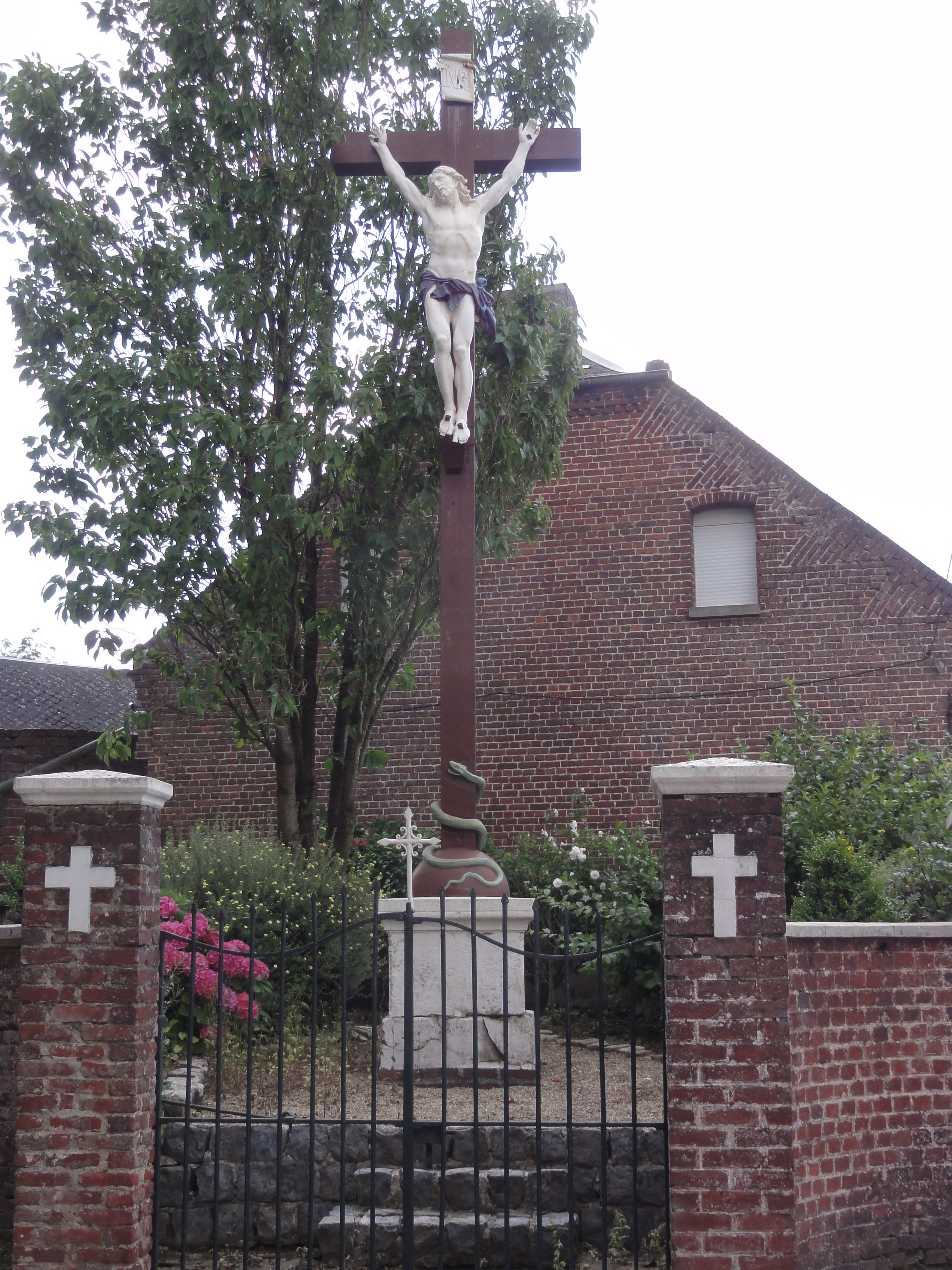
Calvaire.
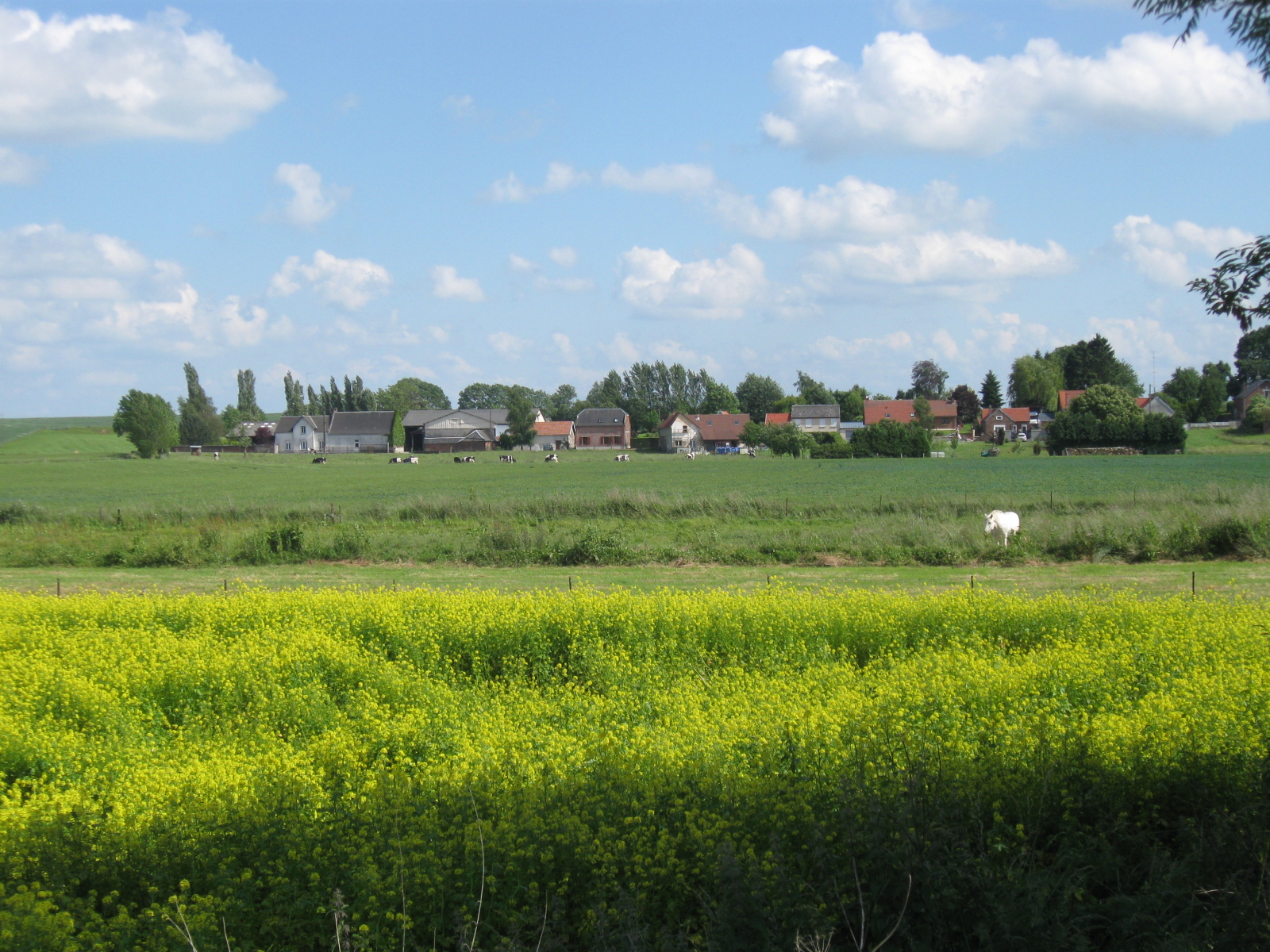
Vue générale.

### Personnalités liées à la commune
- Eudoxe Irénée Mignot, né dans la commune en 1842, archevêque d'Albi de 1899 à 1918.

### Héraldique
| Blason de Brancourt-le-Grand | Blason  | D'azur à deux crosses d'abbé d'or passées en sautoir, accompagnées en flancs et en pointe de trois épis de blé du même en pal, et en chef d'une colombe d'argent en vol. Ornements extérieursCroix de guerre 1914-1918 |
| Blason de Brancourt-le-Grand | Détails | Création de Jean-François Binon adoptée par la municipalité. |

## Pour approfondir